# 敘利亞-瑪拉巴禮天主教根吉拉帕利教區
敘利亞-瑪拉巴禮天主教根吉拉帕利教區（拉丁語：Eparchia Kanjirapallensis）是東儀天主教的一個教區（敘利亞－瑪拉巴禮），位於印度喀拉拉邦中南部，受金格納傑里總教區管轄。
教區於1977年6月26日成立，2011年時有教友228,700名（佔轄區總人口百分之16.5），由284名司鐸管理138個堂區。
現任教區主教為若瑟·普利克爾，榮休主教為瑪竇·阿拉克卡爾。